# 纽约弓背蚁
纽约弓背蚁（学名：Camponotus novaeboracensis，英文名：New York carpenter ant）是蚁科、蚁亚科、弓背蚁属之下的一个物种。 该物种被发现在新北界。